# Język chatgaya
Język chatgaya (চাটগাঁইয়া বুলি Chaţgãia Buli; ang. Chittagonian) – język należący do wschodniej grupy języków indoaryjskich, używany w południowo-wschodniej części Bangladeszu, w okolicach miasta Ćottogram.Jest blisko spokrewniony z językiem bengalskim i często bywa uważany za jego dialekt, mimo że jest w małym stopniu zrozumiały dla użytkowników standardowego języka bengalskiego. Również użytkownicy chatgaya słabo znają bengalski, a kobiety niemające dostępu do programów telewizyjnych nie rozumieją tego języka. 
Posługuje się nim 13 mln ludzi (2006). 
Zapisywany pismem arabskim lub alfabetem łacińskim.